# Semra Ertan
Semra Ertan (* 26. Mai 1957 in Mersin, Türkei; † 26. Mai 1982 in Hamburg) war eine türkische Arbeitsmigrantin und Schriftstellerin in der Bundesrepublik Deutschland, die sich aus Protest gegen Rassismus öffentlich selbst verbrannte. Sie arbeitete als Dolmetscherin und technische Bauzeichnerin.

## Leben/Werk
Semra Ertan war die Tochter von Gani und Vehbiye Bilir, die als Arbeitsmigranten in Kiel lebten. 1972 zog sie aus Mersin zu ihren Eltern nach Deutschland um Technische Zeichnerin zu werden. Trotz gutem Schulabschluss in der Türkei darf sie in Deutschland aber weder das Gymnasium besuchen noch ihre gewünschte Ausbildung machen. Die Lehre als Friseurin musste sie aufgrund gesundheitlicher Probleme abbrechen. Sie begann eine Ausbildung als technische Bauzeichnerin, dolmetschte ehrenamtlich für andere Migranten in Deutschland und arbeitete in verschiedenen Betrieben.
1976 notierte sie, schreiben zu wollen und widmete sich der Lyrik.  Sie schrieb über 350 Gedichte und politische Satiren. Kurz vor ihrem Tod wurde sie in den Deutschen Schriftstellerverband aufgenommen. Eines ihrer bekanntesten Gedichte, Mein Name ist Ausländer (7. November 1981), wurde in der Türkei in Schulbüchern veröffentlicht. Ihre Gedichte erschienen in Deutschland in einigen Büchern, fanden jedoch erst viele Jahre nach ihrem Tod etwas Beachtung, als ihr erstes eigenständiges Buch veröffentlicht wurde.

## Öffentliche Selbstverbrennung
Ertan litt an den Vorurteilen und Misshandlungen vieler Deutscher. Sie erlebt ihre Situation in dem gegenüber Fremden feindlich gesinnten Umfeld als hoffnungslos. Sie unternahm mehrere Selbstmordversuche. Kurz vor ihrer Selbstverbrennung im Mai 1982 machte Semra Ertan mit einem Hungerstreik auf die Situation von Türkinnen und Türken in der Bundesrepublik Deutschland aufmerksam. Sie kündigte ihre öffentliche Selbstverbrennung beim NDR und beim ZDF an, las ihr Gedicht Mein Name ist Ausländer vor und forderte, dass Ausländer nicht nur das Recht haben sollten, wie Menschen zu leben, sondern auch wie Menschen behandelt zu werden. Marli Wulf vom NDR interviewt sie für die Umschau am Abend. Das Gespräch wird am 26. Mai 1982 ausgestrahlt, als Ertan bereits im Sterben liegt. „Semra Ertan wollte – das hatte sie im NDR angekündigt – mit einem Hungerstreik auf sich aufmerksam machen. Sie wollte sich dort mit Benzin übergießen und verbrennen. Sie wollte auf diese schreckliche Weise auf ihre eigene Not und auf das Elend ihrer türkischen Landsleute aufmerksam machen. Sie wollte die Öffentlichkeit herausfordern“ (Deutsches Allgemeines Sonntagsblatt, 6. Juni 1982).
In den frühen Morgenstunden des 24. Mai 1982 zündete sich Ertan aus Protest gegen den „Ausländerhaß in der Bundesrepublik“ an der Kreuzung Simon-von-Utrecht-Straße/Detlev-Bremer-Straße im Hamburger Stadtteil St. Pauli an. Polizisten aus einem zufällig vorbeifahrenden Streifenwagen versuchten die Flammen mit Decken zu ersticken. Ertan verstarb nach zwei Tage im Krankenhaus; mehr als die Hälfte ihrer Haut war verbrannt.

## Situation der Ausländer in der Bundesrepublik Deutschland
Die drastisch zunehmende Fremdenfeindlichkeit in der Bundesrepublik Deutschland unmittelbar vor Ertans Tod wird von statistischen Daten und durch soziologische Studien bestätigt. So unterstützten im November 1978 noch 39 % der deutschen Bevölkerung die Forderung, die Ausländer sollten in ihre Heimatländer zurückkehren, während zwei Monate vor Ertans Tod bereits 68 % der Bundesdeutschen dieser Meinung waren. Auch rechtsmotivierte Gewalttaten gegenüber Ausländern waren 1982 keine Einzelerscheinung mehr. Zudem erreichten politische Gruppierungen wie die Bürgerinitiative Ausländerstopp oder die Kieler Liste für Ausländerbegrenzung nachweislich beachtlichen Zulauf. Des Weiteren wurden Ausländer mehr und mehr aus dem gesellschaftlichen Leben der BRD ausgeschlossen, der Kontakt mit ihnen seitens der Deutschen möglichst gemieden. Unter anderem wachsende Arbeitslosigkeit und Wohnungsknappheit führten dazu, dass der Arbeitsmigrant in der deutschstämmigen Gesellschaft zunehmend als Konkurrent um Arbeitsplatz und Wohnraum gesehen wurde. Der kaum stattfindende Kontakt zwischen diesen beiden gesellschaftlichen Gruppen verstärkte zudem kaum auf eigenen Erfahrungen beruhende negative Vorurteile gegenüber den ehemaligen Gastarbeitern.

## Reaktionen
Als Reaktion auf die Tat titelte die große türkische Tageszeitung Milliyet am 3. Juni 1982 ganzseitig mit einem zweisprachigen Aufruf (türkisch und deutsch) an die bundesdeutsche Politik und Gesellschaft, notwendige Schritte gegen die Ausländerfeindlichkeit in Deutschland einzuleiten. Cumhuriyet-Kolumnist Oktay Akbal schreibt in einem Beitrag vom 5. Juni 1982 mit dem Titel Warum lebe ich?: „Semra war eine sehr aufgeklärte, intelligente und belesene junge Frau, aber sie konnte ihren Platz nicht finden.“
Es entstanden diverse musikalische Verarbeitungen des Schicksals von Semra Ertan z. B. Semra Ertan (1982), ein Adagio und Scherzo für Oktett von Enjott Schneider oder Ilhan Mimaroglus englischsprachige Immolation Scene (1983), das aus dem Türkischen übersetzte Gedichte der Suizidentin in das Gesamtkonzept mit aufnahm.
Kurz nach Ertans Tod demonstrierten in Hamburg um die 5.000 Menschen gegen Rassismus. Im gleichen Jahr sendete der WDR im Magazin Monitor eine Reportage über Semra Ertan mit dem Titel Tod einer Türkin.
Günter Wallraff widmete sein Buch Ganz unten 1985 namentlich u. a. Semra Ertan, schrieb den Namen jedoch falsch, im Buch steht Semra Ertam, was in neueren Auflagen korrigiert wurde.
Der deutsche Schriftsteller Sten Nadolny führte die Entstehung seines 1990 erschienenen Romans Selim oder Die Gabe der Rede auf Ertans Suizid zurück. Seine Hauptfigur Ayse sei eine fiktionalisierte Version von Ertan.
Eine Initiative in Hamburg setzt sich dafür ein, dass die Hamburger Straße, an der Semra Ertan verstarb, nach ihr benannt wird. Anfang 2024 wurde ein Antrag diesbezüglich aus Angst vor Nachahmern vom zuständigen Ausschuss per Mehrheitsentscheid abgelehnt.
In Kiel-Friedrichsort wurde am 8. Juli 2023 der Semra-Ertan-Platz eingeweiht.

## Buchveröffentlichung
Im Jahr 2020 wurde die erste eigenständige Buchpublikation von Ertans Arbeiten unter dem Titel Mein Name ist Ausländer auf Türkisch und Deutsch veröffentlicht. Der von ihrer Schwester Zühal Bilir-Meier und ihrer Nichte Cana Bilir-Meier herausgegebene Band enthält Gedichte, Notizen, Briefe, Fotos und handschriftliche Aufzeichnungen Ertans. Für dieses Werk wurde Ertan im Jahr 2021 postum eine außerordentliche Alfred Döblin-Medaille zuerkannt.

## Film
- Synopsis  Regie Cana Bilir-Meier, Deutschland/Österreich 2013, 8', Experimentalfilm